# Liste der Biografien/Cum
Liste der Biografien |
Portal Biografien |
Personensuche
# |
A |
B |
C |
D |
E |
F |
G |
H |
I |
J |
K |
L |
M |
N |
O |
P |
Q |
R |
S |
T |
U |
V |
W |
X |
Y |
Z |
?
 
Ca |
Cb |
Cc |
Ce |
Ch |
Ci |
Cj |
Ck |
Cl |
Cm |
Cn |
Co |
Cr |
Cs |
Ct |
Cu |
Cv |
Cw |
Cy |
Cz
 
Cua |
Cub |
Cuc |
Cud |
Cue |
Cuf |
Cug |
Cuh |
Cui |
Cuj |
Cuk |
Cul |
Cum |
Cun |
Cuo |
Cup |
Cuq |
Cur |
Cus |
Cut |
Cuv |
Cuw |
Cux |
Cuy |
Cuz
Die Liste der Biografien führt alle Personen auf, die in der deutschsprachigen Wikipedia einen Artikel haben. Dieses ist eine Teilliste mit 134 Einträgen von Personen, deren Namen mit den Buchstaben „Cum“ beginnt.

## Cum

### Cuma
- Cuma, Tyler (* 1990), austro-kanadischer Eishockeyspieler
- Cumalı, Necati (1921–2001), türkischer Schriftsteller und Dichter
- Cumani Quasimodo, Maria (1908–1995), italienische Tänzerin, Schauspielerin und Autorin
- Cumar, Jawahir, somalisch-deutsche Dolmetscherin, Übersetzerin und Aktivistin
- Cumart, Nevfel (* 1964), deutscher Journalist, Schriftsteller und Übersetzer
- Cumartpay, Yunus (* 1979), deutscher Schauspieler

### Cumb
- Cumbá, Yumileidi (* 1975), kubanische Leichtathletin
- Cumback, William (1829–1905), US-amerikanischer Politiker
- Cumberbatch, Benedict (* 1976), britischer SchauspielerBenedict Cumberbatch (* 1976)

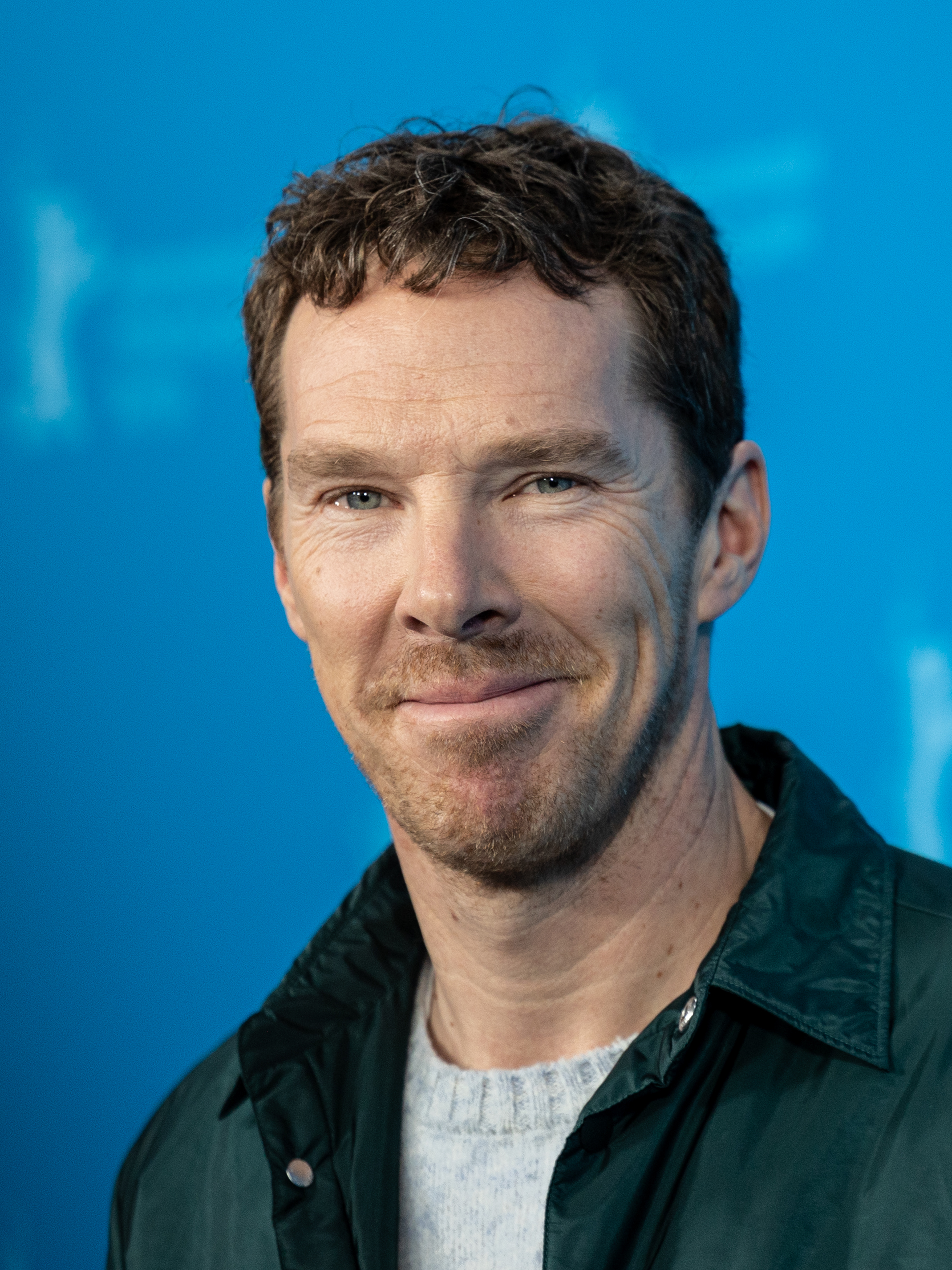
Benedict Cumberbatch (* 1976)

- Cumberbatch, Gavin (* 1983), barbadischer Squashspieler
- Cumberbatch, Henry Arnold (1858–1918), britischer Diplomat
- Cumberbatch, Tulivu-Donna (1950–2022), amerikanische Jazzsängerin
- Cumberland, Marten (1892–1972), britischer Journalist und Schriftsteller
- Cumberland, Richard (1732–1811), englischer Dramatiker und Verwaltungsbeamter
- Cumberlege, Julia, Baroness Cumberlege (* 1943), britische Politikerin (Conservative Party) und Unternehmerin
- Cumbul, Meltem (* 1969), türkische Schauspielerin

### Cume
- Cumella, Antoni (1913–1985), spanischer Keramiker
- Cumenge, Edouard (1828–1902), französischer Bergbauingenieur und Mineraloge

### Cumi
- Čumić, Nikola (* 1998), serbischer Fußballspieler
- Cuminetti, Silvia (* 1985), italienische Skibergsteigerin
- Cuming, Dave (* 1953), britischer Radrennfahrer
- Cuming, Frederick (1875–1942), britischer Cricketspieler
- Cuming, Hugh (1791–1865), englischer Naturforscher, Malakologe und Sammler
- Cuming, Mal (* 1976), australischer Dartspieler
- Cuming, Thomas B. (1827–1858), US-amerikanischer Politiker
- Cumings, Alison (* 1961), englische Squashspielerin
- Cumings, Edgar Roscoe (1874–1967), US-amerikanischer Paläontologe und Geologe
- Cumini, Vinzenz, Bildhauer und Stuckateur
- Cumiskey, Kyle (* 1986), kanadischer Eishockeyspieler
- Cumiskey, William, irischer Politiker

### Cumm
- Cumme, Haimar (1898–1964), deutscher Mathematiker, Physiker und Hochschullehrer
- Cummerow, Hermann (1878–1966), deutscher SS-Brigadeführer
- Cummerow, Johann Bernhard (1770–1826), schwedisch-preußischer Postbeamter
- Cumming, Adelaide Hawley (1905–1998), US-amerikanische Schauspielerin und Hörfunkmoderatorin
- Cumming, Alan (* 1965), britisch-US-amerikanischer SchauspielerAlan Cumming (* 1965)

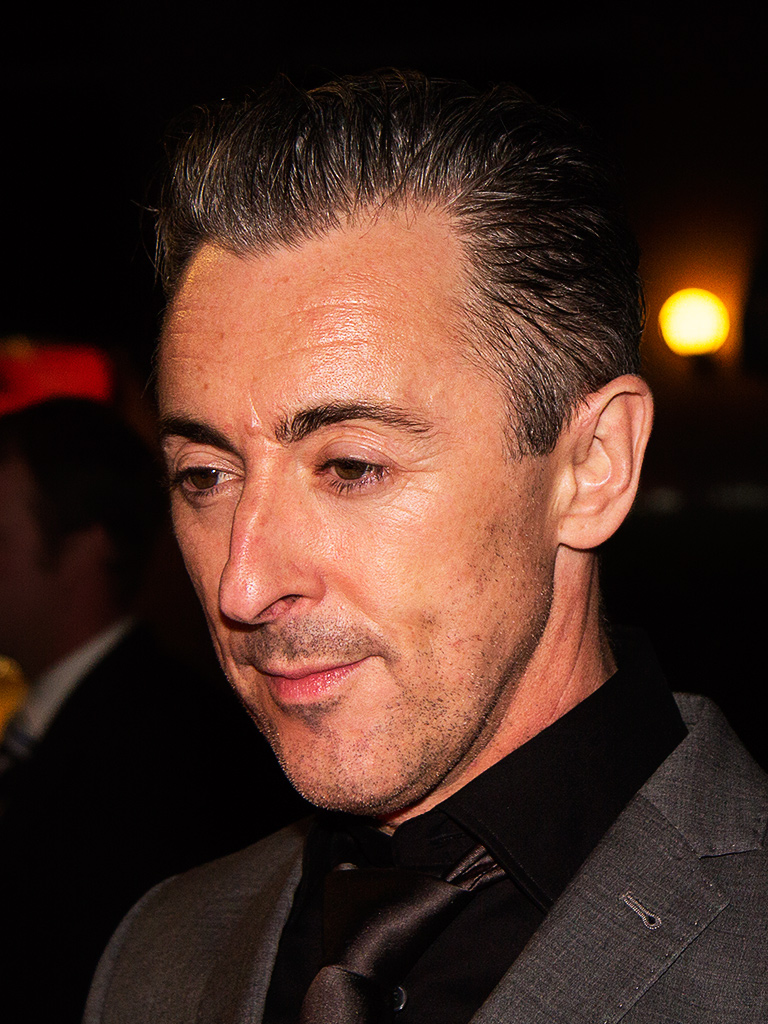
Alan Cumming (* 1965)

- Cumming, Alexander († 1814), Londoner Uhrmacher; erfand 1775 das Wasserklosett
- Cumming, Alfred (1802–1873), US-amerikanischer Politiker (Demokratische Partei)
- Cumming, Alfred (1829–1910), Brigadegeneral des Heeres der Konföderierten Staaten von Amerika im Sezessionskrieg
- Cumming, Allan (* 1996), südafrikanischer Hammerwerfer
- Cumming, Andrew, schottischer Filmregisseur
- Cumming, Arthur (1889–1914), britischer Eiskunstläufer
- Cumming, Charles (* 1971), britischer Autor von Spionageromanen
- Cumming, Christopher (* 1970), kanadischer Automobilrennfahrer
- Cumming, Dorothy († 1983), australisch-amerikanische Theater- und Stummfilmschauspielerin
- Cumming, Emma (* 1998), neuseeländische Radsportlerin
- Cumming, Henry James (* 1852), russisch-britischer Maler, Zeichner und Zeichenlehrer
- Cumming, James (1777–1861), englischer Geistlicher, Chemiker und Hochschullehrer
- Cumming, James (* 1961), kanadischer Politiker (Conservative Party)
- Cumming, Jessica (* 1983), US-amerikanische Freestyle-Skisportlerin
- Cumming, Laura (* 1961), britische Journalistin, Kunstkritikerin und Biografin
- Cumming, Marga (* 1998), südafrikanische Hammerwerferin
- Cumming, Thomas W. († 1855), US-amerikanischer Politiker
- Cumming, William (1724–1797), US-amerikanischer Politiker
- Cumming, William (1917–2010), US-amerikanischer Maler
- Cumming, William Skeoch (1864–1929), schottischer Militär- und Portraitmaler und Kriegsfotograf
- Cummings, Alexander (1810–1879), US-amerikanischer Politiker, Gouverneur von Colorado
- Cummings, Amos J. (1841–1902), US-amerikanischer Politiker
- Cummings, Arthur J. (1882–1957), britischer Journalist
- Cummings, Ashleigh (* 1992), australische SchauspielerinAshleigh Cummings (* 1992)

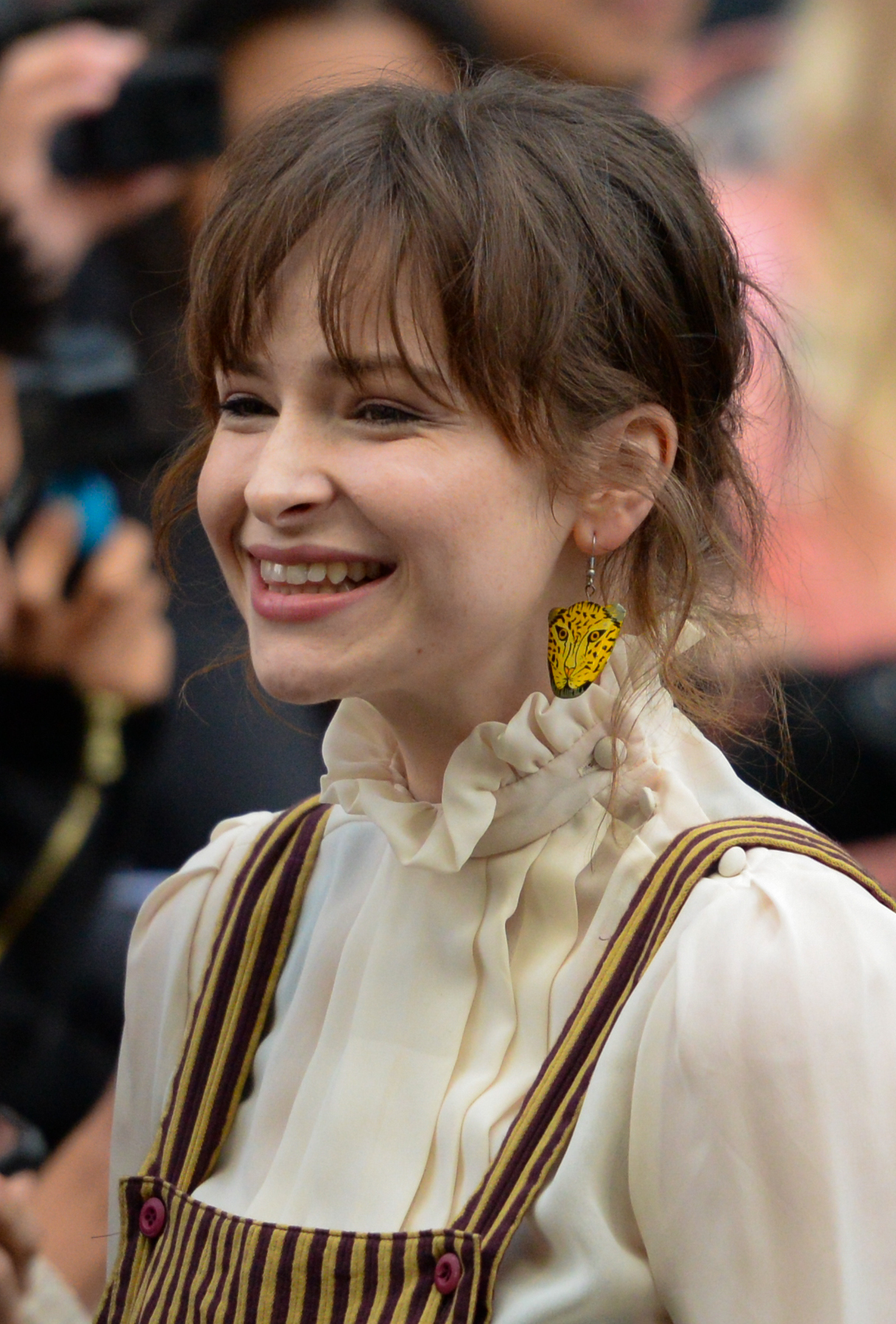
Ashleigh Cummings (* 1992)

- Cummings, Carol (* 1949), jamaikanische Sprinterin und Weitspringerin
- Cummings, Chris (* 1975), kanadischer Country-Sänger, Songwriter und Schauspieler
- Cummings, Clara Eaton (1855–1906), US-amerikanische Botanikerin und Hochschullehrerin
- Cummings, Constance (1910–2005), US-amerikanisch-britische Film- und Theaterschauspielerin
- Cummings, Daniel (* 2006), schottischer Fußballspieler
- Cummings, Dave (1940–2019), US-amerikanischer Pornodarsteller, -regisseur und -produzent
- Cummings, Dominic (* 1971), britischer Politikberater
- Cummings, E. E. (1894–1962), US-amerikanischer Dichter und Schriftsteller
- Cummings, Elijah (1951–2019), US-amerikanischer Politiker

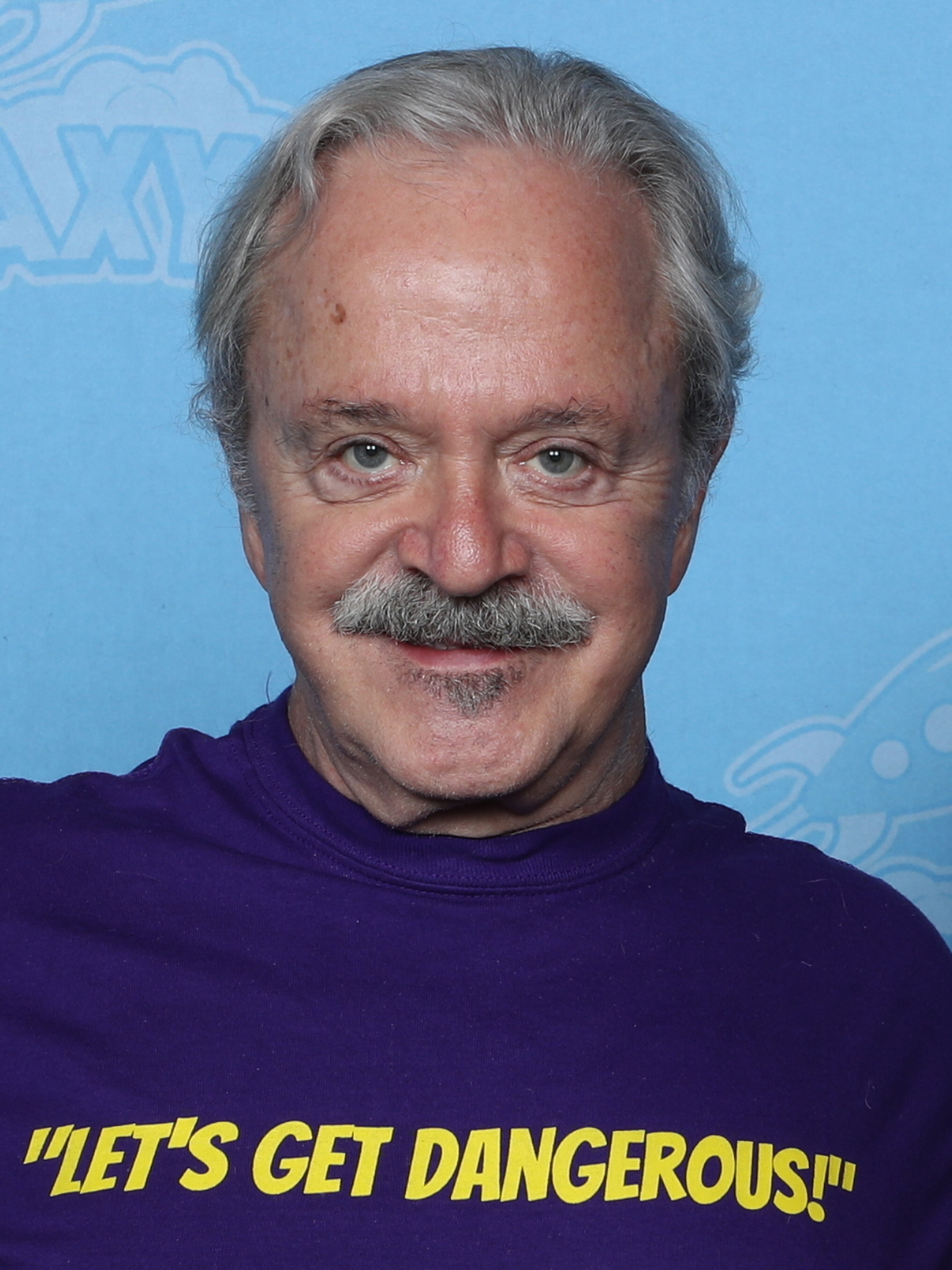
Jim Cummings (* 1952)

- Cummings, Emerson LeRoy (1902–1986), US-amerikanischer Offizier, Generalleutnant der US-Army
- Cummings, Erin (* 1977), US-amerikanische Schauspielerin
- Cummings, Fred (1931–2019), US-amerikanischer theoretischer Physiker
- Cummings, Fred N. (1864–1952), US-amerikanischer Politiker
- Cummings, Hárold (* 1992), panamaischer Fußballspieler
- Cummings, Henry J. B. (1831–1909), US-amerikanischer Politiker
- Cummings, Herbert J. (1915–2000), US-amerikanischer Wirtschaftswissenschaftler
- Cummings, Herbert Wesley (1873–1956), US-amerikanischer Politiker
- Cummings, Homer S. (1870–1956), US-amerikanischer Jurist und Justizminister
- Cummings, Howard (* 1954), US-amerikanischer Filmarchitekt
- Cummings, Irving (1888–1959), US-amerikanischer Schauspieler und Regisseur
- Cummings, Jack (1900–1989), US-amerikanischer Filmproduzent
- Cummings, Jason (* 1995), schottischer Fußballspieler
- Cummings, Jim (* 1952), US-amerikanischer SynchronsprecherJim Cummings (* 1952)
- Cummings, Jim (* 1986), US-amerikanischer Filmregisseur und Drehbuchautor
- Cummings, Keith (1906–1992), australischer Bratschist
- Cummings, Laurence (* 1968), britischer Dirigent und Cembalist
- Cummings, Louise Duffield (1870–1947), kanadisch-US-amerikanische Mathematikerin und Hochschullehrerin
- Cummings, Quinn (* 1967), US-amerikanische Schauspielerin und Unternehmerin
- Cummings, Ray (1887–1957), amerikanischer Science-Fiction-Autor
- Cummings, Robert (1910–1990), US-amerikanischer Filmschauspieler
- Cummings, Robert (* 1968), kanadischer Musiker, Schlagzeuger Elektronischen Musik
- Cummings, Samuel (1927–1998), britischer Waffenhändler
- Cummings, Steve (* 1981), britischer Radrennfahrer
- Cummings, Susan (1930–2016), US-amerikanische Schauspielerin
- Cummings, Terry (* 1961), US-amerikanischer Basketballspieler
- Cummings, Thomas G. (* 1944), US-amerikanischer Wirtschaftswissenschaftler
- Cummings, Thomas Seir (1804–1894), US-amerikanischer Miniaturmaler
- Cummings, Tommy (1928–2009), englischer Fußballspieler und -trainer
- Cummings, Walter J. (1916–1999), US-amerikanischer Jurist, Richter und United States Solicitor General
- Cummings, Whitney (* 1982), US-amerikanische Komikerin, Schauspielerin, Drehbuchautorin und ProduzentinWhitney Cummings (* 1982)

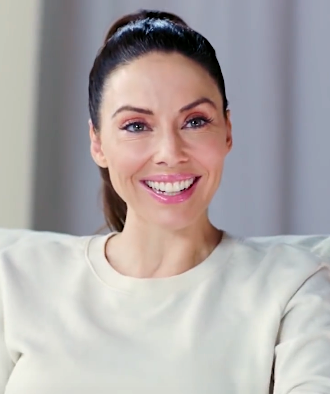
Whitney Cummings (* 1982)

- Cummings, Will (* 1992), US-amerikanischer Basketballspieler
- Cummings-John, Constance (1918–2000), sierra-leonische Frauenrechtlerin, Politikerin und Lehrerin
- Cummins, Adam (* 1993), englischer Fußballspieler
- Cummins, Albert B. (1850–1926), US-amerikanischer Politiker (Republikanische Partei)
- Cummins, Anna (* 1980), US-amerikanische Ruderin
- Cummins, Bella (* 1950), US-amerikanische Unternehmerin
- Cummins, Bernie (1900–1986), US-amerikanischer Schlagzeuger und Bigband-Leader
- Cummins, Christopher C. (* 1966), US-amerikanischer Chemiker
- Cummins, Diane (* 1974), kanadische Mittelstreckenläuferin
- Cummins, Edward (1886–1926), US-amerikanischer Golfer
- Cummins, George Baker (1904–2007), US-amerikanischer Mykologe
- Cummins, George David (1822–1876), US-amerikanischer Bischof
- Cummins, Herman Z. (1933–2010), US-amerikanischer Physiker
- Cummins, Jeanine, amerikanische Schriftstellerin
- Cummins, Jen, irische Politikerin der Social Democrats (Daonlathaigh Shóisialta)
- Cummins, Jim (* 1949), kanadischer PädagogeJim Cummins (* 1949)

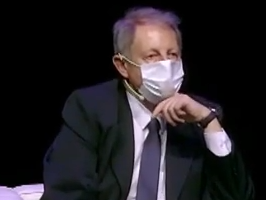
Jim Cummins (* 1949)

- Cummins, Jim (* 1970), US-amerikanischer Eishockeyspieler und -scout
- Cummins, John (* 1988), irischer Politiker (Fine Gael)
- Cummins, John D. (1791–1849), US-amerikanischer Politiker
- Cummins, John Stephen (1928–2024), amerikanischer Geistlicher, römisch-katholischer Bischof von Oakland
- Cummins, Joseph M. (1881–1959), US-amerikanischer Offizier, Generalmajor der US-Army
- Cummins, Larry (1889–1954), irischer Langstreckenläufer
- Cummins, Maria Susanna (1827–1866), US-amerikanische Schriftstellerin
- Cummins, Martin (* 1969), kanadischer Schauspieler, Regisseur, Drehbuchautor und Filmproduzent
- Cummins, Maurice (* 1953), irischer Politiker
- Cummins, Olivia (* 2003), US-amerikanische Radrennfahrerin
- Cummins, Pat (* 1993), australischer Cricketspieler
- Cummins, Patrick (1921–2009), irischer Politiker
- Cummins, Peggy (1925–2017), britische Schauspielerin
- Cummz, Courtney (* 1981), US-amerikanische Pornodarstellerin und -regisseurinCourtney Cummz (* 1981)

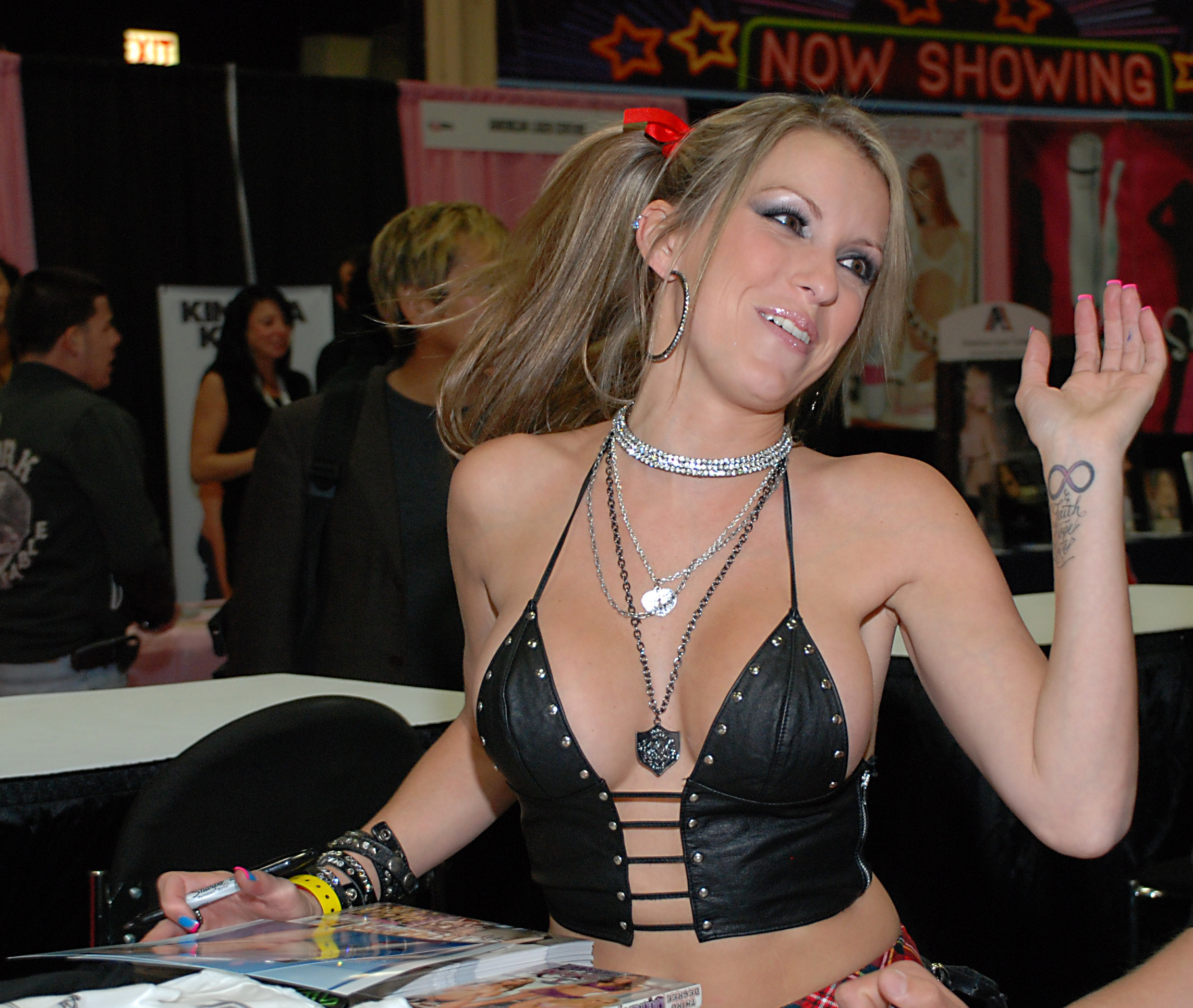
Courtney Cummz (* 1981)

### Cumo
- Cumont, Arthur de (1818–1902), französischer Politiker, Mitglied der Nationalversammlung
- Cumont, Franz (1868–1947), belgischer Archäologe, Religionshistoriker, Philologe und Epigraphiker

### Cump
- Cumper, Gloria (1922–1995), jamaikanische Rechtsanwältin, Pädagogin und Sozialreformerin
- Cumpston, Hal (* 1999), australischer Filmschauspieler, Drehbuchautor und Filmproduzent
- Cumpston, John Howard Lidgett (1880–1954), australischer Arzt und Regierungsbeamter